# Marco Di Pizzo
Marco Di Pizzo (Bagno a Ripoli, 12 agosto 1998) è un cestista italiano.

## Palmares

### Squadra
Fulgor Omegna Coppa Italia LNP di Serie B 